# 전밀라
전밀라(1907년 ~ 1985년)는 기독교대한감리회 교단 소속으로 명화용과 함께 안수받은 대한민국의 목사이다. 기독교 최초의 여성 목사이다.
충북 제천에서 태어났으며 아버지 전연득의 영향으로 일찍히 신앙생활을 하였다. 초등교육을 마친 후 공주(公州)의 영명여학교에서 학업을 이어갔다. 1935년 감리신학교졸업, 본격적인 사역의 길로 들어섰다. 1939년에는 선교사 모리스의 주선으로 일본으로 건너가 아오야마학원[靑山學院] 신학부에 들어가 1년간 공부하고 돌아왔다. 이후 원주 제일교회, 원산 중앙교회 등에서 전도사로 활동하였다.
광복 후에는 월남하여 서울 남산교회, 인천 창영교회 등에서 목회활동을 하였다. 1955년 3월 정동제일교회에서 열린 제6회 중부연회에서 명화용(明和蓉)과 함께 우리나라 여성으로서는 처음으로 감리교 목사안수를 받았다. 이후 창영교회의 부목사를 거쳐 양광교회의 목사가 되어 활동하였다. 여선교회전국연합회 규칙위원장, 감리교신학교 이사 등을 역임하였다. 1979년 2월 정년으로 은퇴하였으며 평생을 독신으로 목회활동에 정진하였다.

## 경력
- 충주공립보통학교 졸업
- 공주 영명여학교 졸업
- 1935년 감리교신학교 졸업
- 1936년 일본 청산학원, 즉 아오야마학원 신학부 유학
- ~ 1945년까지 수도자 생활
- 1945년 이후 전도사
- 1955년 목사 안수 (전밀라, 명화용 2인)
- 1966년 감리회 총리원 부녀국 총무, 전국 여선교회 총무
- 1968년 종교인 상 수상 (이화여대 주관)
- 1985년 사망

## 교단별 여목사 배출
1955년에 여성 목사를 안수한 기독교대한감리회와 달리 다른 교단들은 여성 목사의 임명이 1990년대에 들어서야 허용되었다. 대한예수교장로회(통합) 1995년부터 여성 목사 안수를 허용하여, 1996년 여성목사가 배출되었다.
기독교장로회는 1974년에 여성목사가 허용되었으며, 1977년 여성목사가 최초로 배출되었다. 예수교대한성결교회(예성)은 2003년 4월 여성목사를 허용하였다. 기독교 대한성결교회(기성)은 2004년 6월 23일 여성 목사와 장로 안수를 허용하였다. 위와 같은 교단외에 구세군, 순복음하나님의성회, 일부 군소교단 및 초교파 교단에서 여성 목사 안수를 허용하였다.
대한예수교장로회(합동)(예장합동), 대한예수교장로회(고신개혁), 대한예수교장로회(합동정통) 등은 아직 여성 목사 안수를 허용하고 있지 않다.
대한민국의 전체 목사 가운데 여성이 차지하는 비율은 5%를 넘지 않는다. 기독교대한감리회도 기혼여성은 교회담임을 할 수 없다는 진급제한 규정을 1989년까지 유지하였다.

## 참고자료
- 윤문영 (2007년 6월 27일). “[인천인물 100人·81] 개신교 최초 여성목사 전밀라 - 편견 깨고 당당하게 '십자가의 길'  男 부럽지 않은 종교사역자”. 경인일보. 2008년 6월 12일에 확인함.